# Gran Cementerio de Riga
El Gran Cementerio de Riga (en letón: Lielie kapi) era el cementerio principal de Riga en Letonia, establecido en 1773. Fue el principal cementerio de los alemanes del Báltico en Letonia.
Sufrió un Daño considerable y la eliminación de muchas lápidas y tumbas por parte de las autoridades soviéticas que controlaron la RSS de Letonia después de 1945 lo que llevó a la suspensión de los entierros y a la eventual conversión del cementerio en un parque público. A pesar de ello, un gran número de tumbas antiguas han sobrevivido hasta nuestros días.
La propiedad de 22 hectáreas es actualmente propiedad de la Iglesia Evangélica Luterana de Letonia.